# Rivne, Melitopol
Rivne (în ucraineană Рівне) este un sat în comuna Semenivka din raionul Melitopol, regiunea Zaporijjea, Ucraina.

## Demografie
Componența lingvistică a localității Rivne
     Ucraineană (71,75%)
     Rusă (28,25%)
Conform recensământului din 2001, majoritatea populației localității Rivne era vorbitoare de ucraineană (71,75%), existând în minoritate și vorbitori de rusă (28,25%).